# Kozmográfia
A kozmográfia (a görög kósmos (="univerzum"), gráfein (="írás") szavakból) a Föld és az univerzum leírásának tudománya. A középkori kozmográfia a földrajztudományt, a geológiát és a csillagászatot is magában foglalta, és feltárta az embernek a világhoz való viszonyát. A kifejezés Klaudiosz Ptolemaiosz munkájában jelent meg. A 17. századig e kifejezést előfutárként használták e tudományágak szinonimájaként.
A 13. századi perzsa tudós, Zakarija al-Kazvini  (1203–1283) A teremtés csodái  című műve tekinthető a kozmográfia egyik fő korai munkájának.
Johannes Honterus (1498-1549), az erdélyi szász humanista latin nyelvű kozmográfiája Európa-szerte keresett földrajzi tankönyv volt, a 16. században számtalanszor kiadták.
1659-ben Thomas Porter egy kisebb, de kiterjedt leírást tett közzé a világról, amely magába foglalta a teremtés előtti világesemények kronológiáját is. Mindez része volt az európai reneszánsz tendenciájának, hogy feltárja (és talán megértse) az ismert világot.

## Nevezetes kozmográfusok
- Anonymus de Ravenna (wd) (7. század)
- Martin Behaim (1459–1507)
- Martin Waldseemüller (ca. 1470–1521)
- Sebastian Münster (1488–1552)
- Petrus Apianus (1495–1552)
- Gerardus Mercator (1512–1594)
- Livio Sanuto (1520–1576)
- Ignazio Danti (1536–1586)
- Alain Manesson Mallet (1630–1706)
- Vincenzo Maria Coronelli (1650–1718)

## Fordítás
- Ez a szócikk részben vagy egészben  a   Cosmography című angol Wikipédia-szócikk fordításán alapul.  Az eredeti cikk szerkesztőit annak laptörténete sorolja fel. Ez a jelzés csupán a megfogalmazás eredetét és a szerzői jogokat jelzi, nem szolgál a cikkben szereplő információk forrásmegjelöléseként.
- Ez a szócikk részben vagy egészben  a   Kosmografie című német Wikipédia-szócikk fordításán alapul.  Az eredeti cikk szerkesztőit annak laptörténete sorolja fel. Ez a jelzés csupán a megfogalmazás eredetét és a szerzői jogokat jelzi, nem szolgál a cikkben szereplő információk forrásmegjelöléseként.